# Jani Lyyski
Jani Pekka Lyyski (født 16. marts 1983 i Mariehamn, Finland) er en finsk tidligere fodboldspiller (midterforsvarer). 
Lyyski spillede tre kampe for Finlands landshold. Der var tale om tre venskabskampe i 2010 mod henholdsvis Sydkorea, Malta og Belgien. På klubplan tilbragte han størstedelen af sin karriere hos IFK Mariehamn i sin fødeby, og spillede over 300 ligakampe for klubben.